# Myriam Chenard
Myriam Chenard, née en 1970, est une romancière et nouvelliste française. Tous ses romans ont pour cadre la Bretagne.

## Biographie
Originaire de Montreuil-le-Gast et enseignante à l'école primaire de Saint-Sauveur-des-Landes, dans la région de Fougères (Ille-et-Vilaine), elle écrit d'abord des nouvelles et remporte quelques prix, dont la première édition du concours La Loire dans tous ses états à Rezé en 2021. 
En 2020 paraît son premier roman, Le disparu de la plage (éditions Stéphane Batigne), qui met en scène une jeune femme entreprenant une enquête sur le petit ami de sa mère, mystérieusement disparu une cinquantaine d'années plus tôt sur un rivage de la Côte d'Émeraude. Cet ouvrage reçoit un bon accueil, ainsi que trois prix littéraires, dont le prix du Roman populaire d'Elven (2021),. 
Son second roman, Les ombres du silence (2022), repose comme le premier sur l'exploration de secrets de famille, mais avec une dimension historique plus forte, puisqu'il aborde la période de l'Occupation et l'épisode douloureux des bombardements de la ville de Fougères en 1944. Le roman s'intéresse aussi à la question du handicap et de sa prise en charge par la société, puisque ses deux personnages féminins principaux sont sourdes,.
Avec Trou blanc, Myriam Chenard propose une autre recherche dans le passé, celui d'une femme qui n'a aucun souvenir de son adolescence au début des années 1990 et qui, au moment du premier déconfinement du covid, retourne en Bretagne, dans l'île du Golfe du Morbihan où elle a grandi, avec l'espoir de découvrir ce qui s'est passé,.